# Appleseed Ex Machina
Appleseed Ex Machina (яп. アップルシード エクスマキナ Аппуруси:до Екусу Макина) — полнометражный аниме-фильм, выпущенный в 2007 году. Является продолжением фильма «Яблочное зёрнышко» 2004 года. В Японии премьера состоялась 20 октября 2007 года.

## Сюжет
В 2133 году, после глобальной войны, в которой погибло более половины населения земли, город Олимп стал маяком надежды в мире разрушений и страданий. Олимп — утопия, которой управляет суперкомпьютер Гайя (Gaia), а важные политические посты занимают искусственно спроектированные люди — биороиды — которым неведомы эмоции злости или ненависти, созданные посредством генной инженерии.
Дюнан Ньют — молодая, но профессиональная военная, и Бриариус (Бриарей) — элитный солдат с телом киборга — напарники и возлюбленные, вместе охраняют покой идеального общества будущего.
Старых друзей подвергают нешуточному испытанию, когда напарником Дюнан назначают Териуса — экспериментального биороида-воина, созданного на основе ДНК Бриариуса и как две капли воды похожего на его настоящее тело.

## Дизайн костюма

Дизайн костюма Дюнан, созданный Миуччей Прадой

Для главной героини саги Миучча Прада придумала 2 образа в духе кибер-панка. В ходе пресс-конференции, проходившей во флагманском бутике Prada в Токио, дизайнер рассказала, что её вдохновило «мастерское воплощение авторами „Appleseed: Ex machine“ конфликта между человеком и машиной, насилием и любовью».